# Oplodontha oasina
Oplodontha oasina är en tvåvingeart som först beskrevs av Lindner 1925.  Oplodontha oasina ingår i släktet Oplodontha och familjen vapenflugor. Inga underarter finns listade i Catalogue of Life.